# Ombytta roller på Baker Street
Ombytta roller på Baker Street (engelska: Without a Clue) är en brittisk komedifilm från 1988 i regi av Thom Eberhardt. I huvudrollerna ses Michael Caine och Ben Kingsley.

## Rollista i urval
- Michael Caine - Sherlock Holmes / Reginald Kincaid
- Ben Kingsley - Dr. John Watson
- Jeffrey Jones - Kommissarie George Lestrade
- Lysette Anthony - den falska Lesley Giles
- Paul Freeman - Professor James Moriarty
- Pat Keen - Mrs Hudson
- Matthew Savage - Wiggins
- Nigel Davenport - Lord Smithwick
- Tim Killick - Sebastian Moran
- Peter Cook - Norman Greenhough
- John Warner - Peter Giles
- Matthew Sim - den verkliga Lesley Giles
- Fredrick Fox - Präst
- Harold Innocent - Lord Mayor Gerald Fitzwalter Johnson
- George Sweeney - John Clay
- Murray Ewan - Archie
- Jennifer Guy - Lord Mayors dotter